# Guloptiloides
Guloptiloides is een geslacht van haften (Ephemeroptera) uit de familie Baetidae.

## Soorten
Het geslacht Guloptiloides omvat de volgende soorten:
- Guloptiloides gargantua